# Гулаки
Гулаки́ — український козацько-старшинський, згодом шляхетський рід 16—19 століть.

## Походження прізвища
Ім'я Гулак вперше з'являється у реєстрі козаків 1649 року в козака корсунського полку Гулака Кошмученка. У тому же реєстрі називається прізвище козака Івана Гулака з черкаського полку. Інша згадка про Гулаків, а саме про Максима, кошового отамана чи навіть гетьмана початку 1640-х років, є в деяких пізніх українських літописах, однак вона є малодостовірною.[джерело?] Походить ймовірно від слова «гуляка», що значило «крикун». Можливо, також походження від «гулак» - великий вареник, начинений маком.

## Найвідоміші представники роду

Герб Гулаків «Лук»

Родоначальником роду Гулаків вважається Іван, котрий був генеральним обозним (1669—1674) часів гетьмана Петра Дорошенка, брав участь у посольствах до Кримського ханства. У лютому 1674 року боронив Черкаси від лівобережного гетьмана Івана Самойловича, але під тиском переважаючих сил капітулював і перейшов на бік переможця. 1675 року знову брав участь у посольстві до Криму. Упродовж 1679—1682 років — обозний Переяславського полку.
Нащадки Івана Гулака посідали маєтності у Переяславському полку і обіймали досить високі посади. Так, Іван був полковим обозним (1710—1715), наказним полковником (1715). Сотниками другої Переяславської сотні були Євстафій (1709, 1724, 1728—1739), Іван Євстафійович (1739—1770), полковими осавулами — Іван Іванович і Федір Іванович (1782—1783).
На гербі Гулаків було зображено лук із натягненою стрілою (польсько-український герб «Лук»).
У 19 столітті рід Гулаків (уже дворянський) та споріднений із ним рід Гулаків-Артемовських дали чимало визначних громадських і культурних діячів, серед яких були Микола Іванович Гулак, Петро Петрович Гулак-Артемовський, Семен Степанович Гулак-Артемовський.
У 21 сторіччі один із найвідоміших представників цього роду є Депутат Київської Міської Адміністрації Сергій Артеменко, його батько Віктор Артеменко, прямий нащадок цього роду також обидва чоловіки народилися в Городище, Кіровоградської області. 